# Palm, Inc.
Palm, Inc. é uma empresa de fabricação de hardware e software fundada em 1992. Foi absorvida pela U.S. Robotics Corp. em 1995. Em junho de 1997, a Palm tornou-se uma subsidiária de 3Com quando a U.S. Robotics foi comprada pela 3Com. 3Com transformou a subsidiária Palm em uma companhia independente em 2 de março de 2000, sendo cotada no NASDAQ sob o indicador PALM. Em agosto de 2003, a divisão hardware da companhia foi rebatizada como PalmOne, Inc.
Em 29 de abril de 2010, a HP anunciou a compra da Palm por 1,2 bilhão de dólares com o objetivo principal de ter acesso ao sistema operacional webOS. Com isso a HP entraria efetivamente no mercado de smartphones e internet móvel. A previsão era que o negócio se concretize até julho daquele ano.
A compra da Palm pela HP resultou em seu fim pois, a Hewllet-Packard descontinuou seu nome e implantou o webOS em seu novo tablet, o HP Touchpad com grandes expectativas que não foram atingidas. O dispositivo só vendeu muito nos seus últimos anos, quando as lojas de varejo vendiam ao custo de 99 dólares para desocupar os estoques encalhados.

## Dispositivos

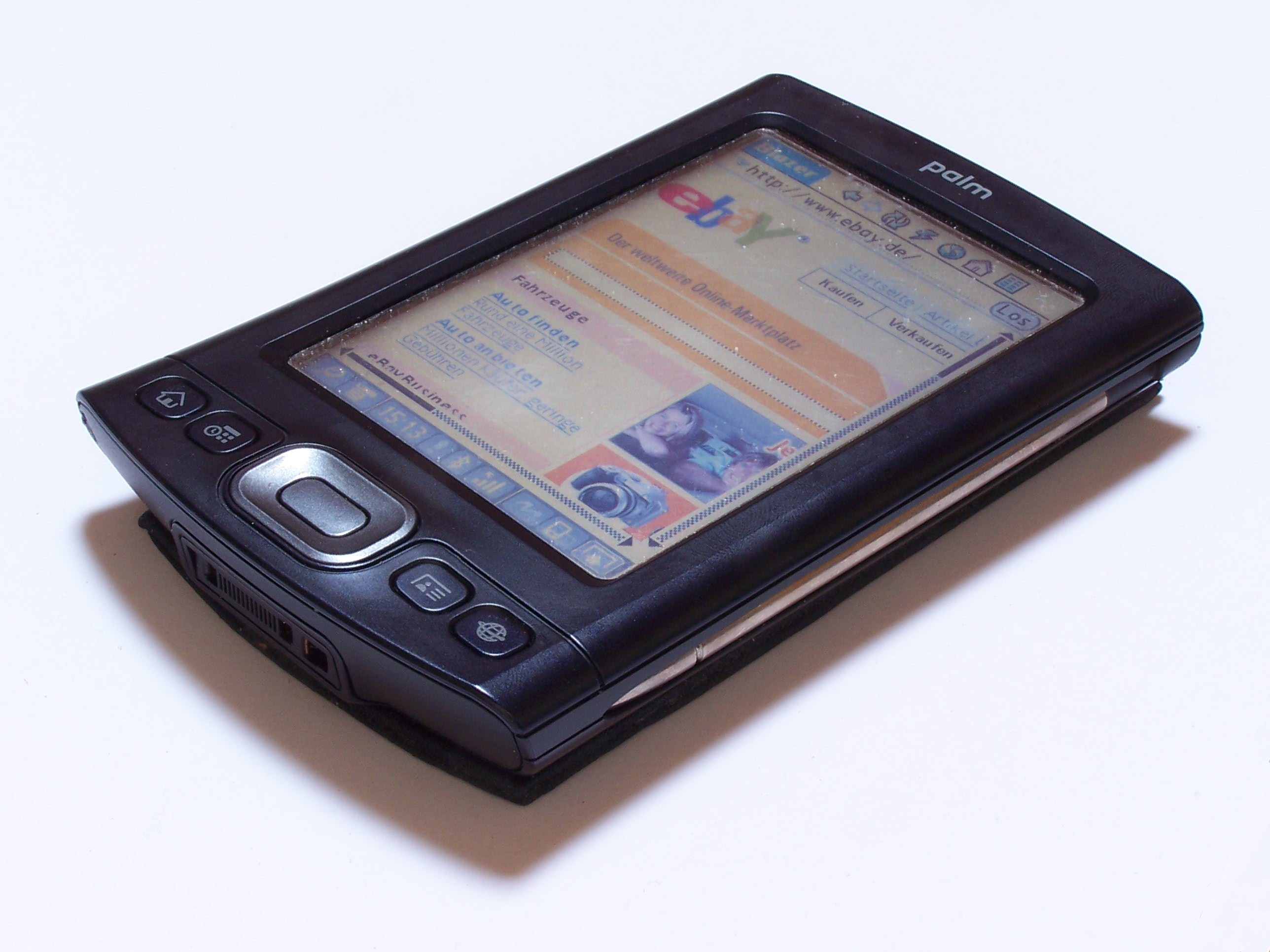
Palm TX

- Palm Pilot
- Palm V
- TreoTM
- CentroTM
- Palm Pre